# Чачалаке
Чачалаке (лат. Ortalis) је род птица из породице Cracidae. Птице из овог рода живе у шумовитим стаништима јужног САД (Тексас), Мексику, те Средњој и Јужној Америци. Јако су друштвене и прилично гласне. Релативно су мале величине. 

## Врсте
- Сиволеђа чачалака
  - Утилска чачалака, (Ortalis vetula deschauensei) (није виђена годинама до поновног откривања 2005. године[1])
- Сивоглава чачалака
- Кестењастокрила чачалака
- Риђорепа чачалака
- Риђоглава чачалака
- Риђотрба чачалака
- Западномексичка чачалака
- Чакоанска чачалака
- Белотрба чачалака
- Колумбијска чачалака
- Пегава чачалака
- Источнобразилска чачалака
- Крљуштаста чачалака
- Мала чачалака
- Кестењастоглава чачалака
- Жутовеђа чачалака

### Праисторијске врсте
Род Ortalis има јако сиромашну фосилну документацију, ограничену само на неколико врста. Како било, ти фосилни налази показују да су ове птице углавном еволуирале у Сјеверној и Средњој Америци.
- (Рани миоцен, Небраска, САД)
- (Средњи миоцен, Јужна Дакота, САД)
- (Рани плиоцен, Округ Триго - Канзас, САД)
- (Рани плиоцен, Округ Су - Небраска, САД)

За фосил из раног миоцена, Boreortalis из Флориде, такође је могуће да припада истом роду као и постојеће врсте.